# Gedrez
Gedrez (oficialmente en asturiano Xedré) es una parroquia del concejo de Cangas del Narcea, en el Principado de Asturias, España.